# 6306-os mellékút (Magyarország)
A 6306-os számú mellékút egy közel 13,3 kilométer hosszú, négy számjegyű mellékút Fejér vármegye déli részén, a Mezőföldön, a Sárbogárdi járásban. Sárbogárdot és a 63-as főutat köti össze a 64-es főúttal.

## Nyomvonala
A 63-as főútból ágazik ki, annak 53+400-as kilométerszelvénye közelében, Sárszentmiklós központjában, nyugat-délnyugat felé. Vasút utca a települési neve, 1,2 kilométer után lép ki a városrész házai közül, de hivatalosan csak 1,8 kilométernél hagyja el a város lakott területét, ugyanis a déli oldalon rövid külterület után még van két utca és néhány ház. A 2+150-es kilométerszelvénye táján keresztezi a Pusztaszabolcs–Pécs-vasútvonal és a Sárbogárd–Bátaszék-vasútvonal közös szakaszát az egykori Sárszentmiklós megállóhely szomszédságában, utána kisebb iránytöréssel nyugat-északnyugati irányba fordul. Röviddel 4. kilométere után éles iránytöréssel délnyugati irányba fordul, kissé délebbi irányba tart, mint Sárszentmiklós lakott területén.
4,5 kilométernél egy hídon halad át a Sárvíz felett. A 4+500-5+500-as kilométerszelvényei között keresztezi a rétszilasi tórendszert, több hídon és a tavakat elválasztó töltésen végighaladva, majd az 5+650-es kilométerénél, Örspuszta városrész keleti szélén találkozik a 6307-es úttal, amely itt a 9+900-as kilométerszelvényénél jár. Nagyjából 400 méternyi közös szakaszuk következik, délnyugati irányban – kilométer-számozásuk egymással szemben halad –, majd a 6306-os nyugatnak folytatódik tovább.
8,2 kilométer után eléri Pusztaegres településrészt, annak a déli szélén húzódik, Rákóczi Ferenc utca néven, majd 9,4 kilométer megtételét követően átlép Mezőszilas területére. Pusztaegrest elhagyva, 10. kilométere körül a dombvonulat miatt kissé szerpentines az út. A 13. kilométerénél éri el a község lakott területének házait, és ott ér véget, beletorkollva a 64-es főútba, annak 9+850-es kilométerszelvényénél. Teljes hossza, az országos közutak térképes nyilvántartását szolgáló kira.gov.hu adatbázisa szerint 13,255 kilométer.